# Carl Rhodin (politiker)
Carl Christoffer Rhodin, född 16 augusti 1823 i Nors församling, Värmlands län, död 30 april 1882 i Katarina församling, Stockholms stad (folkbokförd i Älgå församling, Värmlands län), var en svensk bruksägare och riksdagsman.
Rhodin var ägare till Älgå bruk i Värmlands län. Han var ledamot av första kammaren.